# Captain Fantastic (Album)
Captain Fantastic ist das zehnte reguläre Studioalbum der Fantastischen Vier. Es wurde am 27. April 2018 veröffentlicht.

## Entstehungsgeschichte
Die Arbeit am Album erfolgte kontinuierlich über zwei bis drei Jahre seit dem letzten Album Rekord. Für das Album wandte sich die Band an alte Weggefährten und Konkurrenten, die an der Produktion der Platte mitwirkten. Arbeiteten Co-Musikkomponisten schon lange mit der Band zusammen, engagierte die Band für das neue Album auch erstmals Co-Autoren. So schrieben unter anderem Denyo von den Beginnern, Samy Deluxe, DJ Thomilla und Curse an dem Album mit. Als Gäste konnte Sänger Clueso beim Lied Zusammen, Flo Mega bei Hot, Tom Gaebel für Hitsn Reprise und Damion Davis bei Weitermachen gewonnen werden.

## Veröffentlichungen
Das Album erschien am 27. April 2018 als Download, als Doppel-LP im 180 Gramm Vinyl und als normale CD-Edition. Außerdem erschien ein Boxset mit mehreren Künstlerporträts und einer Halskette.

## Stil
Musikalisch handelt es sich um einen Schritt zurück: Die Fantastischen Vier betonen auf dem Album wieder stärker die Hip-Hop-Elemente und hielten die Produktion bewusst minimalistisch. Es sind weniger Melodien auf dem Album zu finden, dafür mehr Punchlines und Angeber-Rap. Ein Zugeständnis an den modernen Zeitgeist ist der angedeutete Trap-Stil des Titeltracks.
Im Vergleich zu den vorhergegangenen Alben enthält Captain Fantastic weniger zeitlose, mehr gesellschaftskritische Texte und richtet sich nach eigener Aussage gegen den weltweit zunehmend vorherrschenden Populismus. So richtet sich der Text von Endzeitstimmung explizit gegen Pegida und die sogenannten Wutbürger. Der Text ist für Fanta-4-Verhältnisse sehr direkt und wenig kryptisch, wie sie ansonsten ihre Gesellschaftskritik formulieren. Das Album enthält jedoch auch viele fröhliche Momente und lustige Momente.
Für Endzeitstimmung wird ausführlich das Hauptthema des Stücks Them Changes von Buddy Miles gesampelt, so dass Miles sogar als Mitkomponist genannt wird, was bei Samples unüblich ist.

## Titelliste
| Nr. | Titel                             | Text                                                                 | Musik                                                                                            | Länge |
| --- | --------------------------------- | -------------------------------------------------------------------- | ------------------------------------------------------------------------------------------------ | ----- |
| 1.  | Captain Fantastic                 | Andreas Rieke, Damion Davis, Smudo, Michi Beck, Thomas D             | Rieke, Conrad Hensel, Smudo, Beck, Thomas Burchia, Thomas D                                      | 3:01  |
| 2.  | Tunnel                            | Rieke, Smudo, Beck, Curse, Samy Deluxe, Thomas D                     | Rieke, Hensel, David Sobol, Smudo, Beck, Burchia, Thomas D                                       | 3:45  |
| 3.  | Zusammen (feat. Clueso)           | Rieke, Smudo, Beck, Curse, Samy Deluxe, Thomas D                     | Rieke, Hensel, Smudo, Beck, Curse, Ricco Schoenebeck, Burchia, Thomas D, Toni Oliver Schoenebeck | 3:44  |
| 4.  | Fantanamera                       | Rieke, Damion Davis, Smudo, Beck, Thomas D                           | Rieke, Hensel, Smudo, Beck, Burchia, Thomas D                                                    | 4:12  |
| 5.  | Moduland.Y                        | Rieke, Smudo, Beck, Thomas D                                         | Rieke, Hensel, Smudo, Beck, Burchia, Thomas D                                                    | 2:09  |
| 6.  | Hitisn                            | Rieke, Smudo, Beck, Curse, Samy Deluxe, Thomas D                     | Rieke, Ismail Tuefekci, Jens Moelle, Smudo, Beck, Thomas D                                       | 3:58  |
| 7.  | Watchmen                          | Rieke, Damion Davis, Max Herre, Smudo, Beck, Thomas D                | Rieke, Hensel, Smudo, Beck, Burchia, Thomas D                                                    | 5:15  |
| 8.  | Alle (Skit)                       | Rieke, Smudo, Beck, Thomas D                                         | Rieke, Hensel, Smudo, Beck, Burchia, Thomas D                                                    | 0:48  |
| 9.  | Endzeitstimmung                   | Rieke, Smudo, Beck, Thomas D                                         | Rieke, Buddy Miles, Hensel, Smudo, Beck, Burchia, Thomas D                                       | 3:40  |
| 10. | Hot (feat. Flo Mega)              | Rieke, Florian Bosum, Smudo, Beck, Thomas D                          | Rieke, Hensel, Markus Koessler, Smudo, Beck                                                      | 4:35  |
| 11. | Henson J.J. Barkley (Skit)        | Rieke, Smudo, Beck, Thomas D                                         | Rieke, Hensel, Smudo, Beck, Burchia, Thomas D                                                    | 1:18  |
| 12. | Aller Anfang Ist Yeah             | Rieke, Dennis Lisk, Damion Davis, Smudo, Beck, Sera Finale, Thomas D | Rieke, Hensel, Smudo, Beck, Burchia, Thomas D                                                    | 3:51  |
| 13. | Das ist mein Ding                 | Rieke, Damion Davis, Smudo, Beck, Thomas D                           | Rieke, Smudo, Beck, Sebastian König, Thomas D                                                    | 3:16  |
| 14. | Affen mit Waffen                  | Rieke, Damion Davis, Smudo, Beck, Thomas D                           | Rieke, Enik, Smudo, Beck, Thomas D                                                               | 3:52  |
| 15. | Hitisn Reprise (feat. Tom Gaebel) | Rieke, Smudo, Beck, Curse, Samy Deluxe, Thomas D                     | Rieke, Tuefekci, Moelle, Smudo, Beck, Thomas D                                                   | 2:10  |
| 16. | Weitermachen (feat. Damion Davis) | Rieke, Damion Davis, Smudo, Beck, Thomas D                           | Rieke, Enik, Smudo, Beck, Thomas D                                                               | 4:05  |

## Gastmusiker
Als Gastrapper und -sänger wurden Clueso, Flo Mega, Tom Gaebel und Damon Davis verpflichtet. An der Produktion beteiligten sich unter anderem auch DJ Thomilla, Samy Deluxe und Curse. Im Folgenden eine Auflistung der verschiedenen Musiker:
- Katherine Barritt: Viola bei Affen mit Waffen
- Iryna Bayevsa: Viola bei Captain Fantastic und Watchmen
- Markus Birkle: Gitarre bei Tunnel, Zusammen, Fantanemera, Hitisn, Affen mit Affen und Hitisn Reprise
- Cornelia Briese: Cello bei Captain Fantastic und Watchmen
- Flo Dauner: Schlagzeug bei Zusammen, Fantanamera, Hitisn, Endzeitstimmung, Hot, Affen mit Waffen, Hitisn Reprise und Weitermachen
- DJ Thomilla: Produktion und Keyboards
- Eskei83: Produktion und Keyboards bei Das ist mein Ding
- Gerhard Gschlössl: Posaune und Sousaphon bei Captain Fantastic, Tunnel und Endzeitstimmung
- John Gürtler: Saxophon bei Endzeitstimmung
- Conrad Hensel: Bass und Gitarre bei Endzeitstimmung und Hot, Produzent, Keyboards, Mix und Executive Producer
- Florian Menzel: Trompete und Flügelhorn bei Captain Fantastic, Tunnel und Endzeitstimmung
- Jan Miserre: Arrangement bei Captain Fantastic, Tunnel und Endzeitstimmung
- Roland Peil: Perkussion bei Zusammen, Fantanamera und Weitermachen
- Constanze Sannemüller: Geige bei Captain Fantastic und Watchmen
- Katharina Schulte: Geige bei Captain Fantastic und Watchmen
- Lillo Scrimali: Keyboards bei Tunnel, Fantanemera, Hitisn, Endzeitstimmung, Hot. Affen mit Affen, Hitisn Reprise und Weitermachen, Conductor bei Captain Fantastic und Watchmen
- Jakob Roters: Cello bei Affen mit Waffen
- Gustavo Strauß: Geige bei Affen mit Waffen
- Ismail Tuefekci: Produktion von Hitisn und Hitisn Reprise
- Lars Voges: Gitarre bei Endzeitstimmung
- Felix Key Weber: Geige bei Affen mit Waffen

## Rezensionen
Auf der Webseite laut.de wurde Captain Fantastic mit 3 von 5 Sternen bewertet. Auch der deutschsprachige Rolling Stone bewertete es mit 3 von 5 Sternen.

„Wer das hibbelige ‚Aller Anfang ist yeah‘ (samt ‚Sie ist weg‘-Zitat) durchhält, wird mit Sätzen wie ‚HipHop ist mehr als Pimmel und Image‘ belohnt, und dann zieren noch etliche Gäste das Album, wie das bei HipHoppern halt so üblich ist: Clueso und Tom Gaebel (echt!) singen mit, Samy Deluxe und Curse halfen ein bisschen bei den Texten. Is ’n Hit.“

Andreas Borcholte beschrieb das Album in seiner Rezension für Spiegel Online zwiespältig:

„Denn ‚Captain Fantastic‘ ist ein schwieriges Album geworden, ein Hybrid aus politischer Gravitas und schulterklopfender Leichtigkeit. Oder, um im Comic-Kosmos zu bleiben: Ein Mega-Blockbuster-Crossover-Event, dem in den intergalaktischen Räumen, die es erobern will, der dramaturgische Sprit ausgeht. […] Aber wohin mit dieser durchweg sympathischen, positiv motivierten Fanta-Power? Das tragische Dilemma des Rechtschaffenheitsraps von ‚Captain Fantastic‘ ist: Seine gut gemeinten Schläge werden verpuffen, weil sie, so muss man befürchten, nicht da treffen, wo der Battle ausgetragen wird.“

## Chartplatzierungen und Singles
Bereits am 17. November 2017 erschien mit Endzeitstimmung ein erster Vorbote des Albums. Es folgte am 16. Februar 2018 mit Tunnel das nächste Musikvideo. Für das Video wurde eine spezielle Augmented-Reality-App für das Smartphone entwickelt, die es ermöglicht das Video auf nahezu jeder Oberfläche abzuspielen.
Die dritte Single-Auskopplung Zusammen wurde am 23. März 2018 ebenfalls noch vor dem Album veröffentlicht. Das Erste wählte Zusammen als offizielles Lied zur Übertragung der Fußball-Weltmeisterschaft 2018.
Das Album erreichte Platz zwei der deutschen Charts, Platz eins in der Schweiz und Platz drei in Österreich. In den deutschen Vinylcharts konnte sich das Album für einen Monat an der Chartspitze platzieren. Die Single Zusammen erreichte ebenfalls Platz zwei der deutschen Charts.

## Auszeichnungen für Musikverkäufe
Im November 2018 wurde Captain Fantastic mit einer Goldenen Schallplatte in Deutschland ausgezeichnet.
| Land/Region        | Auszeichnungen für Musikverkäufe (Land/Region, Auszeichnung, Verkäufe) | Verkäufe |
| ------------------ | ---------------------------------------------------------------------- | -------- |
| Deutschland (BVMI) | Gold                                                                   | 100.000  |
| Insgesamt          | 1× Gold ·                                                              | 100.000  |